# Vicegobernador de Virginia
El vicegobernador de Virginia (liutenant governor, en inglés) es un cargo constitutional de la Mancomunidad de Virginia. El vicegobernador es elegido cada cuatro años junto con el gobernador y el fiscal general.  
El cargo es ejercido actualmente por Winsome Earle Sears, quién fue elegida en 2021 y es la primera mujer de color en ostentar esa posición. El gobernador y vicegobernador son elegidos de manera separada y por tal pueden ser de diferentes partidos políticos. Las oficinas del vicegobernador están ubicadas en el Oliver Hill Building del Capitol Square en Richmond, Virginia.
El vicegobernador ejerce como Presidente del Senado de Virginia y es el primero en la línea de sucesión a la gobernación; en la circunstancia de que el gobernador muera, renuncie, o en cambio abandone el cargo, el vicegobernador se convierte en el gobernador. En Virginia, el vicegobernador (a diferencia del gobernador que no puede ejercer mandatos consecutivos) no tiene un límite de mandatos. El vicegobernador gana un salario anual de $36,321.
El cargo de vicegobernador es de origen colonial y puede ser trazado hasta los tiempos del Consejo de Virginia de Londres. Los miembros del Consejo eran designados por el rey; y el Consejo, por su parte, designaba al Vicegobernador o a un delegado. Cuando la Corona inglesa prohibió la ausencia de los gobernadores coloniales de las colonias en 1680, se convirtió en deber del Consejo el designar o enviar a un delegado quien pudiera ejercer todos los poderes del gobernador bajo las instrucciones escritas tanto por la corona como por el gobernador. La primera Constitución de Virginia, adoptada en 1776, proporcionó un Consejo de Estado del cual un presidente era anualmente elegido por sus miembros. El presidente actuaba como vicegobernador en caso de muerte, inhabilidad, o ausencia necesaria del gobernador. La Constitución de 1851 de Virginia abolió el Consejo de Estado y proveyó de una elección popular para elegir al entonces recientemente creado cargo de Vicegobernador. Shelton Farrar Leake, del Condado de Albemarle, fue el primer vicegobernador electo, sirviendo desde 1852 hasta 1856.
Constitucionalmente, el vicegobernador es presidente del Senado de Virginia, al igual que la mayoría de vicegobernadores en los Estados Unidos. Pero a diferencia de muchas de sus contrapartes, el vicegobernador regularmente preside las sesiones del Senado en vez de delegar su rol al presidente pro tempore o al líder del bloque mayoritario.
Desde finales de la década de 1920, el cargo de vicegobernador ha sido una de las únicas tres posiciones que compiten en una elección a nivel estatal en Virginia (junto con el gobernador y el fiscal general). Debido a que el gobernador no puede ejercer mandatos consecutivos, el vicegobernador titular es a menudo considerado uno de los principales candidatos para gobernador.

## Lista de Vicegobernadores de Virginia
Partidos
     Ninguno/Conservativo (2)
     Demócrata (31)
     Whig (2)
     Republicano (8)
| # | Nombre                  | Partido       | Período        | Gobernador     | Notas |
| - | ----------------------- | ------------- | -------------- | -------------- | ----- |
| 1 | Shelton Leake           | Demócrata     | 1852–1856      | Joseph Johnson |       |
| 2 | Elisha W. McComas       | Independiente | 1856–1857      | Henry A. Wise  |       |
| 3 | William Lowther Jackson | Demócrata     | 1857–1860      | Henry A. Wise  |       |
| 4 | Robert Latane Montague  | Demócrata     | 1860–1861/1864 | John Letcher   |       |

### Vicegobernadores de Virginia durante la Guerra de Secesión (1861–1865)
| # | Nombre                 | Partido   | Período   | Gobernador                  | Notas                              |
| - | ---------------------- | --------- | --------- | --------------------------- | ---------------------------------- |
| 4 | Robert Latane Montague | Demócrata | 1861–1864 | John Letcher                | Gobierno de Richmond (Confederado) |
| 5 | Samuel Price           | Demócrata | 1864–1865 | William "Extra Billy" Smith | Gobierno de Richmond (Confederado) |

| # | Nombre                         | Partido     | Período   | Gobernador   | Notas                                       |
| - | ------------------------------ | ----------- | --------- | ------------ | ------------------------------------------- |
| 6 | Daniel Polsley                 | Republicano | 1861–1863 | John Letcher | Gobierno Restaurado de Virginia (Unionista) |
| 7 | Leopold Copeland Parker Cowper | Whig        | 1863–1865 | John Letcher | Gobierno Restaurado (Unionista)             |

### Vicegobernadores de Virginia luego de la Guerra de Secesión (1865–presente)
| #  | Nombre                         | Partido     | Período       | Gobernador                   | Notas                                        |
| -- | ------------------------------ | ----------- | ------------- | ---------------------------- | -------------------------------------------- |
| 8  | Leopold Copeland Parker Cowper | Whig        | 1865–1869     | Francis Harrison Pierpont    |                                              |
| 8  | Leopold Copeland Parker Cowper | Whig        | 1865–1869     | Henry H. Wells               |                                              |
| 9  | John F. Lewis                  | Republicano | 1869–1870     | Gilbert Carlton Walker       |                                              |
| 10 | John Lawrence Marye, Jr.       | Conservador | 1870–1874     | Gilbert Carlton Walker       |                                              |
| 11 | Robert E. Withers              | Demócrata   | 1874–1875     | James L. Kemper              |                                              |
| 12 | Henry Wirtz Thomas             | Republicano | 1875–1878     | James L. Kemper              |                                              |
| 13 | James A. Walker                | Demócrata   | 1878–1882     | Frederick W. M. Holliday     |                                              |
| 14 | John F. Lewis                  | Republicano | 1882–1886     | William E. Cameron           |                                              |
| 15 | John Edward "Parson" Massey    | Demócrata   | 1886–1890     | Fitzhugh Lee                 |                                              |
| 16 | James Hoge Tyler               | Demócrata   | 1890–1894     | Philip W. McKinney           |                                              |
| 17 | Robert Craig Kent              | Demócrata   | 1894–1898     | Charles Triplett O'Ferrall   |                                              |
| 18 | Edward Echols                  | Demócrata   | 1898–1902     | James H. Tyler               |                                              |
| 19 | Joseph Edward Willard          | Demócrata   | 1902–1906     | Andrew J. Montague           |                                              |
| 20 | James Taylor Ellyson           | Demócrata   | 1906–1918     | Claude A. Swanson            |                                              |
| 20 | James Taylor Ellyson           | Demócrata   | 1906–1918     | William Hodges Mann          |                                              |
| 20 | James Taylor Ellyson           | Demócrata   | 1906–1918     | Henry Carter Stuart          |                                              |
| 21 | Benjamin Franklin Buchanan     | Demócrata   | 1918–1922     | Westmoreland Davis           |                                              |
| 22 | Junius Edgar West              | Demócrata   | 1922–1930     | Elbert L. Trinkle            |                                              |
| 22 | Junius Edgar West              | Demócrata   | 1922–1930     | Harry F. Byrd                |                                              |
| 23 | James H. Price                 | Demócrata   | 1930–1938     | John Garland Pollard         |                                              |
| 23 | James H. Price                 | Demócrata   | 1930–1938     | George C. Peery              |                                              |
| 24 | Saxon Winston Holt             | Demócrata   | 1938–1940     | James H. Price               | Murió en el cargo, dejando el puesto vacante |
| 25 | William M. Tuck                | Demócrata   | 1942–1946     | Colgate Darden               |                                              |
| 26 | Lewis Preston Collins II       | Demócrata   | 1946–1952     | William M. Tuck              | Murió en el cargo                            |
| 27 | Allie Edward Stokes Stephens   | Demócrata   | 1952–1962     | John S. Battle               | Completó el mandato de Collins               |
| 28 | Mills E. Godwin, Jr.           | Demócrata   | 1962–1966     | Albertis Harrison            |                                              |
| 29 | Fred G. Pollard                | Demócrata   | 1966–1970     | Mills Godwin                 |                                              |
| 30 | J. Sargeant Reynolds           | Demócrata   | 1970–1971     | Linwood Holton (Republicano) | Murió en el cargo                            |
| 31 | Henry Howell                   | Demócrata   | 1971–1974     | Linwood Holton (Republicano) | Completó el mandato de Reynolds              |
| 32 | John N. Dalton                 | Republicano | 1974–1978     | Mills Godwin                 |                                              |
| 33 | Chuck Robb                     | Demócrata   | 1978–1982     | John N. Dalton (Republicano) |                                              |
| 34 | Dick Davis                     | Demócrata   | 1982–1986     | Chuck Robb                   |                                              |
| 35 | Douglas Wilder                 | Demócrata   | 1986–1990     | Gerald Baliles               | Primer vicegobernador afroamericano          |
| 36 | Don Beyer                      | Demócrata   | 1990–1998     | Douglas Wilder (Demócrata)   |                                              |
| 36 | Don Beyer                      | Demócrata   | 1990–1998     | George Allen (Republicano)   |                                              |
| 37 | John H. Hager                  | Republicano | 1998–2002     | Jim Gilmore                  |                                              |
| 38 | Tim Kaine                      | Demócrata   | 2002–2006     | Mark Warner                  |                                              |
| 39 | Bill Bolling                   | Republicano | 2006–2014     | Tim Kaine (Demócrata)        |                                              |
| 39 | Bill Bolling                   | Republicano | 2006–2014     | Bob McDonnell (Republicano)  |                                              |
| 40 | Ralph Northam                  | Demócrata   | 2014–2018     | Terry McAuliffe              |                                              |
| 41 | Justin Fairfax                 | Demócrata   | 2018–2022     | Ralph Northam                |                                              |
| 42 | Winsome Sears                  | Republicano | 2022–presente | Glenn Youngkin               | Primera vicegobernadora mujer                |